# Marienkirche (Oberferrieden)

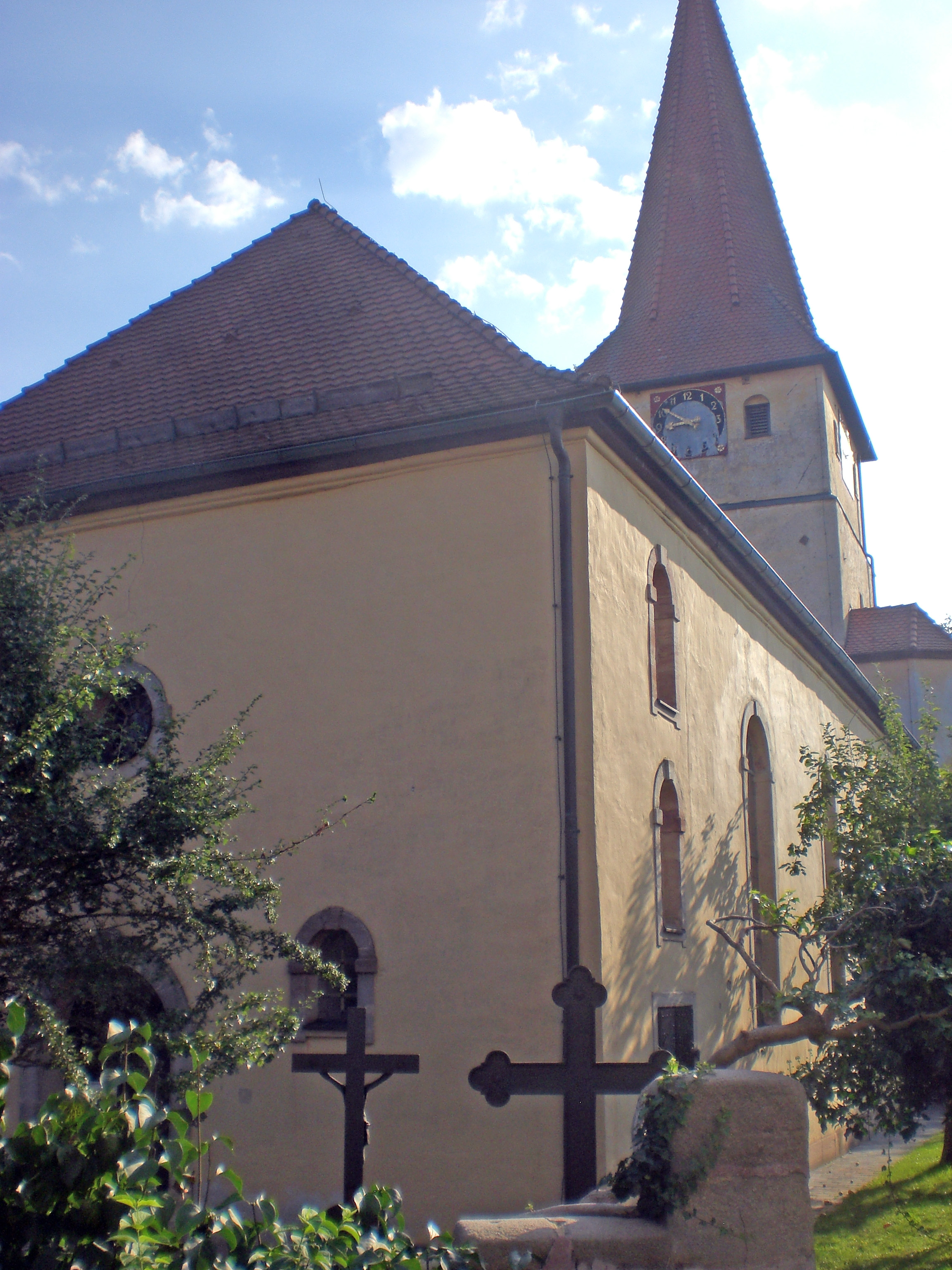
Marienkirche

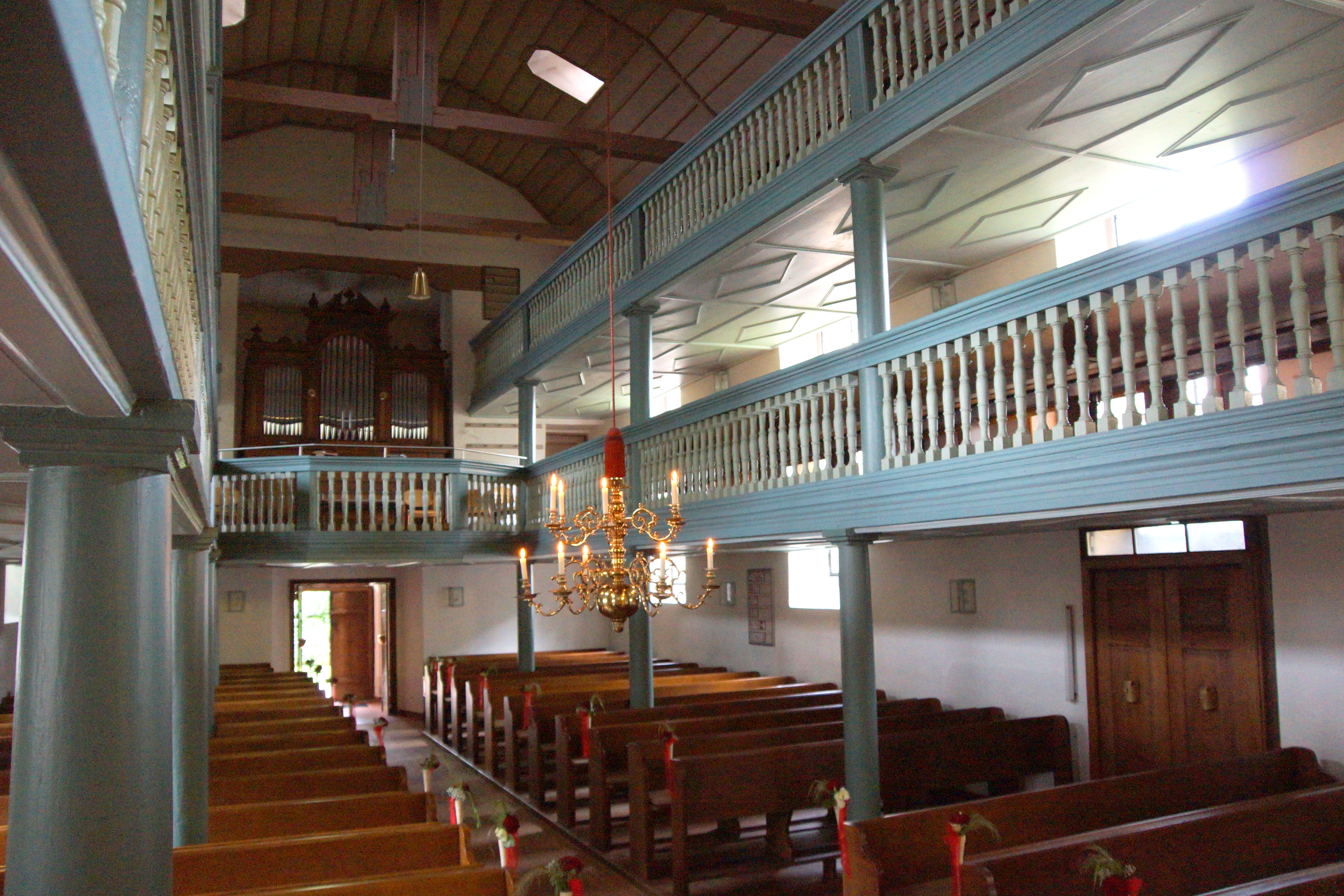
Innenraum

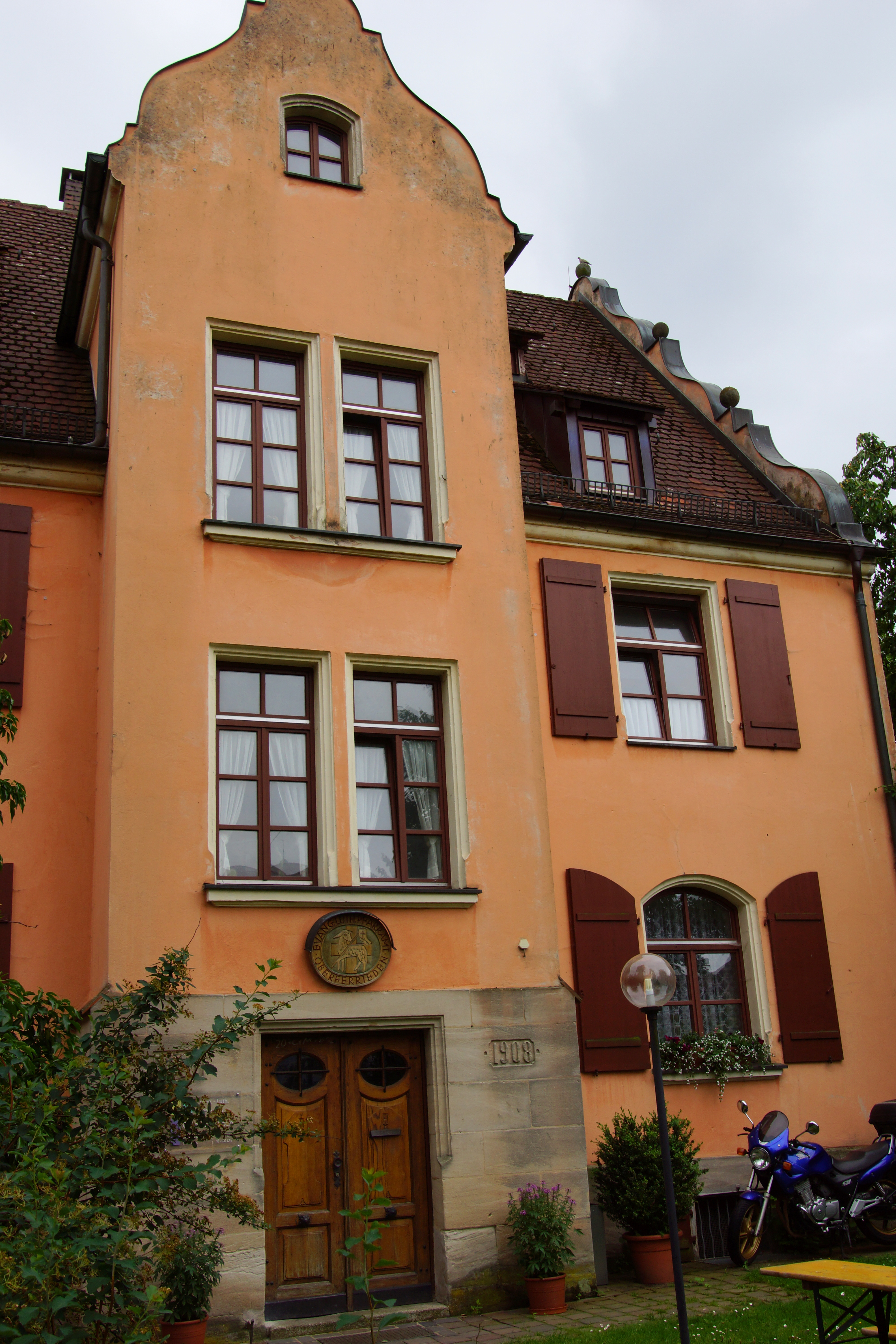
Pfarrhaus mit Pfarramt

Die Marienkirche ist eine evangelisch-lutherische Kirche in Oberferrieden, einem Gemeindeteil der mittelfränkischen Gemeinde Burgthann. Die Adresse der Kirche ist Nürnberger Straße 43, 90559 Burgthann.
Die Pfarrkirche ist eine im Kern spätmittelalterliche Chorturmkirche. 1712/13 erfolgte der Langhausneubau, der 1900 mit einer Neurenaissance-Portalvorhalle ergänzt wurde. 1957 fand eine Erneuerung des Baus statt. Die der Mutter Jesu Maria gewidmete Kirche ist ein in der Liste der Baudenkmäler in Burgthann aufgeführtes geschütztes Baudenkmal.
Die Reformation wurde im Kirchensprengel Oberferrieden im Jahr 1528 eingeführt. Damit wurde auch die Marienkirche evangelisch, behielt aber bis heute ihren Namen. Die Kirche selbst stammt aus dem 14. Jahrhundert, durch viele Umbauten hat sich ihr Aussehen aber sehr geändert. Die Kirche ist jeden Tag von ca. 8 Uhr bis Sonnenuntergang geöffnet und lädt dazu ein, ein stilles Gebet zu sprechen oder eine Kerze am Kerzentisch anzuzünden.
Neben der Kirche befindet sich das Gemeindehaus, das 1891 als evangelisches Schulhaus erbaut worden war. Ebenfalls angrenzend steht das Pfarrhaus, das im Jahr 1908 errichtet worden ist. Es zeigt außen einige Jugendstilelemente. Der Vorgängerbau, ein Fachwerkhaus mit hohem Walmdach, stammte aus dem Jahr 1717 und war zuletzt in einem so „bußwürdigen“ Zustand, dass es abgerissen und durch einen Neubau ersetzt werden musste. Im Pfarrhaus befindet sich das Pfarramtsbüro und die Wohnung der Pfarrfamilie.
Zur Kirchengemeinde gehören folgende Orte:
- Ezelsdorf
- Lindelburg
- Oberferrieden
- Pfeifferhütte
- Unterferrieden

Insgesamt leben in der Kirchengemeinde heute rund 2.700 evangelische Christen (Stand Juni 2024).

## Pfarrer in Oberferrieden (seit der Reformation)
- Hans Rupprecht (1528–1553)
- Hans Weiß (1553–1557)
- Johann Schmidt (1557–1592)
- Johannes Neumeyer (1592–1604)
- Johann Wagner (1604–1612)
- Paul Francisci (1613–1631)
- Kaspar Christoph Wagner (1631–1642)
- Veit Spieß (1642–1657)
- Jakob Georg Küffner (1657–1663)
- Konrad Johann Otontius (1664–1675)
- Johann Sigmund Hauck (1675–1683)
- Andreas Schmidt (1683–1685)
- Johann Samuel Ernst (1685–1695)
- Andreas Rösch (1695–1716)
- Konrad Johann Döbler (1717–1746)
- Nikolaus Döbler (1747–1782)
- Friedrich Binder (1783–1828)
- Johann Friedrich Raithel (1830–1838)
- August Heinrich Brügel (1838–1853)
- Karl Ackermann (1854–1856)
- Christoph Wilhelm Götz (1856–1877)
- Johannes Zorn (1878–1889)
- Rudolf Hagen (1891–1896)
- Georg Tillmann (1897–1908)
- Karl Thiermann (1908–1924)
- Sebastian Zeuch (1924–1929)
- Wilhelm Boß (1929–1940)
- Kurt Crämer (1940–1958)
- Valentin Kaffenberger (1959–1960, vertretungsweise)
- Hermann Meixner (1960–1977)
- Dietrich Kowalsky (1977–1980)
- Karl-Heinz Bielor (1980–1981, vertretungsweise)
- Hermann Schoenauer (1981–1987)
- Heinz Rosenbauer (1987–1999)
- Volker Dörrich (1999–2019)
- Beate Krauß (seit 2020)[2]